# 家財
家財（かざい）には2つの意味があり、ひとつは社会における組織単位である「家」（家族集団）として所有している財産のことであり、家の代表である家長の管理下にあるものの、家長個人の特有財産（個人財産）ではなく、その家族集団の共有財産であり、幾世代にも渡り継承される。主に家業を経営・維持する上で必要なもので、農業であれば田畑や山林、農機具など、商業であれば店舗や倉庫、商品在庫などを指す。この意味では家産（かさん）とも言う。家産には、家の祭祀を維持するために必要な物（墓所・仏壇・位牌）なども含まれる場合がある。#家産
家財のもうひとつの意味は、住居としての「家」（すまい、住宅）に置かれている家具、生活道具、衣類などの総称であり、この意味では家財道具（かざいどうぐ）とも言う。#家財道具

## 家産
日本において家財・家産の概念が確立されるのは、嫡子への単独相続制及び夫の管理下における夫婦同財制が確立された中世後期（室町時代）以後になる。古代の段階においても家長の管理下に財産は存在した（「雑令」家長在条）が、それらの財産は「家長物」と呼称（『令義解』）され、その範囲も「奴婢・雑畜・田宅、及びその余財」と限定的に捉えられ、私有財産の多くは「氏」などの共同体か個人に属していたと考えられている。鎌倉時代の段階では分割相続が主で女子への分割の可能性もあった。分割相続の元では次男以下や庶子が分家して新たな家を生み出す可能性があり、さらに女子への相続は生きているうちは婚姻先の財産になることはなく、没後に子孫を通じて婚姻先の財産に合した。その一方で、職の体系の確立によって財産の中には所職・作職などの様々な「職」の形式に転換されるものが出現するが、「職」は不可分性が強く分割相続には馴染まない形態であった。
鎌倉時代後期になると開発や寄進・恩領名目での所領の拡大はほぼ不可能となり、分割相続はただちに財産の縮小、家業の継続困難をもたらした。また、細分化が困難である職の体系の拡大もこの傾向を拡大させた。このため、女子や次男以下及び庶子への財産分割の規制が始まり、一期分などの制約を経て単独相続制の確立に至る。その結果、特殊事情によって分家が許された場合を例外として父親から嫡子への家財・家産の継承が一体となって行われるようになった。江戸時代には家財・家産概念が一般化し、近代の家制度及び明治民法によって家督と表裏一体のものとして法的に裏付けられた。ただし、その内容は身分・階層によって大きく異なり、武士などの支配者層や家持・名主・庄屋などの富裕な町人層あるいは明治以後の上流階層においては家産の継承が行われた。こうした階層では必要に応じて分家が行われ、それに伴って家産の一部を分割する分家財産分与も行われて本家と分家の協力関係の維持が努められた。これに対して借屋人や小作人あるいは明治以下の中下流階層においては継承すべき家産が存在せず、身の回りにある調度品や道具だけが家財であった。こうした階層では経済変動や失業、災害によって困窮して破産による一家離散や身代限などの境遇に追い込まれることも珍しくは無かった。
太平洋戦争後の日本国憲法制定とそれに伴う法制改革に伴って、家系の財産としての家財・家産は消滅し、単に個々の家庭に属する財産を指す呼称となった。

## 家財道具
すまいとしての「家」に置かれている家具、生活道具、衣類、商売道具などの総称である。動産類に当たる。
歴史
江戸の総人口の約半数は裏長屋で暮らす庶民で、裏長屋は四畳半の座敷と1.5畳ほどの玄関兼台所の土間という間取りが一般的で、彼らの多くは日銭を稼ぐ仕事をしていて、いわゆるその日暮らしで、家賃も主に日払いで払い、部屋に置かれていたのはわずか十数点ほどの家具、道具、衣類だったが、農村などから出てきた貧しい出稼ぎ人などは、まず近所の道具屋から古道具（現在でいう中古品、古物）を購入して次の引越の際にまたそこに売却するか、あるいは損料屋で借りて次の引越の際に返却するということを行っていた。損料屋は貸物屋とも言い現代で言うレンタルショップで、損料は現代で言う借用料、借り賃のことである。江戸の庶民には損料屋が不可欠の存在で、衣類、布団、蚊帳、食器、家具、畳、雨具、道具、大八車なども借りることができた。江戸では火事が頻繁に起き、長屋と家財道具が全部燃えてしまうこともしばしば起き、庶民は物をあまり持たない生活をしていた。火事の際は着の身着のままで逃げるので、持って逃げることが難しい大きな家具を置く人は少なく、生活に必要な季節物、たとえば火鉢、炬燵、蚊帳なども貸物屋で借りていた。